# Mtioeleti
Mtioeleti (Georgisch: მთიულეთი; letterlijk, "het land van de bergen") is een etnografische en culturele streek in het noorden van Georgië, op de zuidelijke hellingen van de Grote Kaukasus.

## Geografie
Mtioeleti bestaat voornamelijk uit de vallei van de Witte (Mtioeleti) Aragvi en wordt begrensd door Chando in het zuiden, het Goedamakarigebergte in het oosten, Chevi en de hoofdkam van de Grote Kaukasus in het noorden en het Lomisigebergte in het westen. Laatstgenoemde vormt de de facto grens met Zuid-Ossetië.

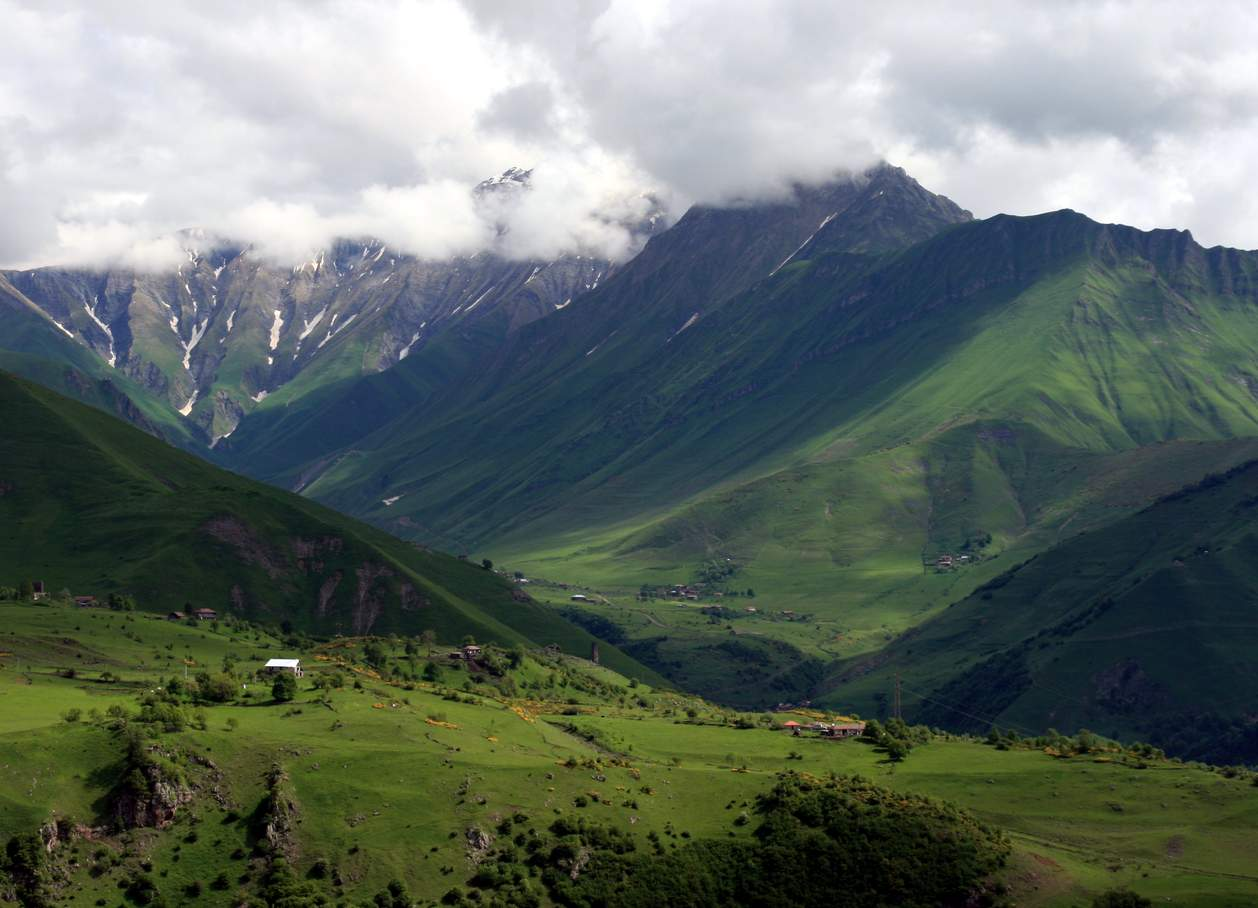
De Chadavallei, onderdeel van Mtioeleti.

Mtioeleti beslaat delen van de hedendaagse gemeenten Doesjeti en Kazbegi in de regio (mkhare) Mtscheta-Mtianeti. Het daba Pasanaoeri, bekend om zijn chinkali, is historisch het centrum van de streek. In de oorspronkelijke en smallere definitie omvatte Mtioeleti alleen de kleine historische berggemeenschap Tschavati en de Chadavallei in het uiterste noorden van de streek. Sinds de 13e eeuw worden de aangrenzende valleien van Chando en Goedamakari gezien als delen van Mtioeleti. De Georgische Militaire Weg, de hoofdroute door de Grote Kaukasus naar Rusland, voert door Mtioeleti.
Het compacte Mtioeleti-gebergte van de Grote Kaukasus vormt in noord-zuidelijke richting de geografische scheiding tussen de Mtioeleti en Goedamakari-valleien alvorens deze bij Pasanaoeri samenkomen.

## Geschiedenis
Volgens een legende predikte de heilige Nino hier in het begin van de 4e eeuw het christendom. In latere eeuwen waren de bewoners van Mtioeleti in staat invallen van Arabieren te weerstaan, en speelden ze in de Georgische Gouden Eeuw onder koningin Tamar een belangrijke rol als trouwe onderdanen van de Georgische kroon om de opstandige bergachtige clans in het noorden in het begin van de 13e eeuw te onderwerpen. Vanwege zijn strategische ligging werd Mtioeleti onder Koningin Tamar onder het bestuur van hooggeplaatste Georgische functionarissen geplaatst. Na een machtsstrijd in de 14 eeuw regeerden de Eristavi's van Aragvi over het gebied totdat het in 1743 door de koning van Georgië werd onteigend. Van mei tot september 1804 was Mtioeleti het toneel van een ongemakkelijke opstand tegen het keizerlijke Rusland, dat Oost-Georgië in 1801 had geannexeerd. De opstand verspreidde zich snel naar de aangrenzende berggebieden, maar werd uiteindelijk na hevige gevechten onderdrukt door de Russische commandant Pavel Tsitsianov.
Chevi · Chevsoeretië · Ertso-Tianeti · Goedamakari · Hereti · Kartli · Koecheti · Letsjchoemi · Mingrelië · Mtioeleti · Psjavi · Ratsja · Svanetië · Tao-Klardzjeti · Toesjeti · Trialeti